# Його брехливе серце
«Його брехливе серце» (англ. His Lying Heart) — американська короткометражна кінокомедія режисера Форда Стерлінга 1916 року.

## У ролях
- Форд Стерлінг — торговець
- Вівіан Едвардс — дружина торговця
- Джої Джейкобс — син торговця
- Джозеф Сінглтон — колега торговця
- Луелла Максам — манікюрниця
- Чарльз Райснер — перукар
- Патрік Келлі — дворецький